# 香港考古學會
香港考古學會成立於1967年，是由當年的香港大學考古隊改組而成。成立的目的是集合對香港考古有興趣的小團體或個別業餘人士、組織一起以進行考古發掘工作、協助保存考古遺產、協助香港歷史博物館管理收藏項目和出版考古刊物。憑著在二十世紀七十年代的五次發掘，初步為香港重整新石器時代、青銅時代等古代的文化歷史。香港考古學會曾在香港國際機場地工地進行為期16個月的搶救發掘。